# Polar Bears Ede
El Polar Bears Ede es un club holandés de natación y waterpolo con sede en la ciudad de Ede.

## Historia
El club fue fundado en 1946 en la ciudad de Ede.

## Palmarés
- 8 veces campeón de la Liga de los Países Bajos de waterpolo masculino (1990, 1991, 1992, 1995, 1996, 2005, 2006 y 2007)

- 3 veces campeón de la Liga de los Países Bajos de waterpolo femenino (2004, 2007, 2009, 2010)